# چشتی هولمن
چشتی هولمن (نروژی: Kjersti Holmen؛ ‏ ۸ فوریهٔ ۱۹۵۶ – ۲۶ سپتامبر ۲۰۲۱) بازیگر اهل نروژ بود.
از فیلم‌ها یا برنامه‌های تلویزیونی که وی در آن نقش داشته‌است، می‌توان به آپرداگ، یک مرد تا حدی مهربان، کمربند شکارچی، دنیای سوفی و کلروکس، آمونیوم و قهوه اشاره کرد.